# Dolmen du Coll del Tribe
Le dolmen du Coll del Tribe est un dolmen situé à Eus, à la limite avec Molitg-les-Bains, dans le département français des Pyrénées-Orientales.

## Historique
Le dolmen est mentionné dès 1832 par Joseph Jaubert de Réart le signale dès 1832. Il a été fouillé en 1967 par Jean Abélanet.

## Description
Le dolmen est du type dolmen simple (sans couloir). la chambre est délimitée par trois orthostates : une dalle de chevet (1,20 m de long, 1,70 m de haut) côté nord, une dalle côté ouest (2 m de long) et une dalle côté est (2,10 m de long). L'ensemble est recouvert d'une table de couverture de 2,20 m de long sur 1,77 m de large et 0,20 à 0,25 m d'épaisseur. Toutes les dalles sont en granite d'origine locale. La chambre ouvre au sud-sud-est. Le tumulus est de taille imposante (12 m de circonférence) mais il est difficile de connaître son architecture d'origine car il a été enrichi au cours du temps par les épierrements issus de l'ancien champs voisin.

## Matériel archéologique
La fouille de 1967 n'a livré aucun matériel archéologique. La chambre avait été pillée de longue date (le sol de la chambre a été surcreusé mettant en péril l’équilibre des dalles) et le dolmen a servi ultérieurement d'abri aux chasseurs et aux agriculteurs.